# Mississippihaven
De Mississippihaven is een zeehaven op de Rotterdamse Maasvlakte, aan het eind van het Beerkanaal. De Mississippihaven is gereed gekomen in 1973. Het belangrijkste bedrijf aan de Mississippihaven is het Europees Massagoed Overslagbedrijf, waar bulkcarriers geladen met ertsen en kolen met een diepgang tot 23 meter gelost kunnen worden. De Mississippihaven was door de Beerdam gescheiden van het Hartelkanaal. Deze dam is eind 1997 doorgestoken, waardoor de Mississippihaven en de Hartelhaven met elkaar verbonden zijn.